# Major Wave シリーズ
Major Wave シリーズ（メジャー・ウエーブシリーズ）は、ハムスターが発売しているプレイステーション用廉価版ソフトのシリーズである。

## 概要
ヒューマンやパイオニアLDC（現：NBCユニバーサル・エンターテイメントジャパン）、東芝EMI（EMIミュージック・ジャパン→現：ユニバーサル ミュージック）などのソフト販売権を引き継ぎ、廉価版として再発売したものである。日本一ソフトウェア作品などを除き、多くの作品は販売権の継続やライセンスの再契約がなされ、ゲームアーカイブスで配信されている。

## 主な作品一覧
アーケードヒッツ
他社から発売されたアーケードゲーム移植作品の再発売。
- ウルフファング
- クレイジー・クライマー
- 紫炎龍
- 水滸演武
- 蒼穹紅蓮隊
- ソニックウィングス・スペシャル
- フリスキー・トム
- マジカルドロップ
- ムーンクレスタ
- 雷電
- 雷電DX

旧ヒューマン作品
- ザ・コンビニシリーズ
- セプテントリオン
- ぱずるまにあ
- フォーメーションサッカー'98
- ブルーブレイカー 〜笑顔の約束〜

旧パイオニアLDC作品
- NOëL3 MISSION ON THE LINE

旧東芝EMI作品
- キャプテン・ラヴ
- ずっといっしょ
- マスター・オブ・モンスターズ 〜暁の賢者達〜
- ロードモナーク〜新・ガイア王国記〜

日本一ソフトウェア作品
- The 鬼退治!!めざせ!二代目桃太郎
- ジグソーアイランド 〜Japan Graffiti〜
- 日本一麻雀 創龍
- どきどきシャッターチャンス★〜恋のパズルを組み立てて〜

その他
- Little Lovers SHE SO GAME （NTT出版）